# Mierzawa (wieś)
Mierzawa – wieś w Polsce, położona w województwie świętokrzyskim, w powiecie jędrzejowskim, w gminie Wodzisław. Leży przy DK7.
| SIMC    | Nazwa      | Rodzaj  |
| ------- | ---------- | ------- |
| 0279210 | Dzierganka | osada   |
| 0279226 | Folga      | kolonia |
| 0279232 | Łany       | kolonia |
| 0279249 | Zawodzie   | kolonia |

W 1595 roku wieś położona w powiecie ksiąskim województwa krakowskiego była własnością starosty chęcińskiego Piotra Myszkowskiego. W latach 1954–1972 wieś należała i była siedzibą władz gromady Mierzawa. W latach 1975–1998 miejscowość administracyjnie należała do województwa kieleckiego.